# Leucobryum laminatum
Leucobryum laminatum är en bladmossart som beskrevs av Mitten 1861. Leucobryum laminatum ingår i släktet Leucobryum och familjen Dicranaceae. Inga underarter finns listade i Catalogue of Life.